# Lago Seeweidsee
O Lago Seeweidsee é um lago localizado no município de Hombrechtikon, no cantão de Zurique, Suíça. A sua superfície é de 1,2 ha.